# Liste isländischer Inseln

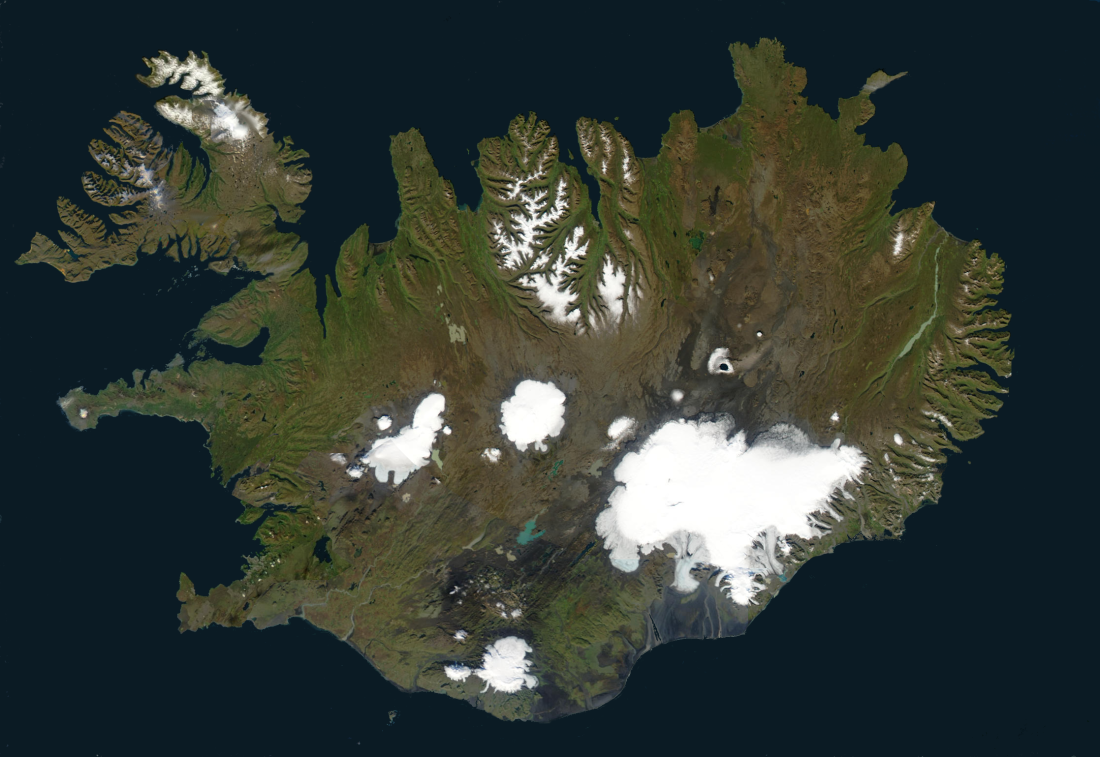
Satellitenaufnahme Islands

Zur Republik Island gehören neben der Hauptinsel Ísland folgende größere Inseln:
| - Akureyjar - Álfsey - Andey - Bjarneyjar - Brandur (Insel) - Brokey - Drangey - Eldey - Elliðaey - Engey - Flatey im Breiðafjörður - Flatey im Skjálfandi - Gamlaeyri - Geirfuglasker - Geldungur | - Grímsey - Heimaey - Hellisey - Hergilsey - Hjörsey - Hrísey - Hrollaugseyjar - Hvalbakur - Hvallátur - Kolbeinsey - Málmey - Papey - Rauðseyjar - Seley - Skáleyjar | - Skrúður - Stapaey - Súlnasker - Surtsey - Suðurey - Svefneyjar - Sviðnur - Tvísker - Viðey - Vigur - þormóðssker - þrídrangar - Æðey |